# 依克赛河
依克赛河，位于中华人民共和国新疆维吾尔自治区巴音郭楞州和静县西部地区的一条河流，是开都河右岸支流。发源于天山山脉那拉提山南坡江布达坂，自西向东，流经和静县巴音郭楞乡，于大尤路都斯盆地中部汇入开都河。河流全长108千米，流域面积4101平方千米，年均径流量约10.2亿立方米。位于中游的巴音郭楞乡是中国三大优质绵羊品种之一－八音布鲁克黑头羊的重要产地。